# دیرلوانگ
دیرلوانگ (به آلمانی: Dirlewang) یک شهر  در آلمان است که در اونترالگوی واقع شده‌است. دیرلوانگ ۲٬۱۱۷ نفر جمعیت دارد.